# 格拉內羅斯縣
格拉內羅斯縣（西班牙語：Departamento Graneros），是阿根廷的縣份，位於該國北部圖庫曼省，首府設於格拉內羅斯，面積1,678平方公里，2010年人口13,551，人口密度每平方公里8.08人。
27°38′48″S 65°26′25″W / 27.6467°S 65.4403°W